# 名古屋中小企業投資育成
名古屋中小企業投資育成株式会社（なごやちゅうしょうきぎょうとうしいくせい）は、愛知県名古屋市中村区に本社を置くベンチャーキャピタルである。中小企業投資育成株式会社法に基づいて設立した特殊会社で、愛知県、岐阜県、三重県の東海3県と富山県、石川県を扱う。
姉妹会社に東京中小企業投資育成と大阪中小企業投資育成がある。

## 沿革
- 1963年（昭和38年）11月18日 - 中小企業投資育成株式会社法に基づき設立。
- 1994年（平成6年） - 株式会社投資育成総合研究所を設立。
- 2005年（平成17年） - 名古屋投資育成第1号投資事業有限責任組合を組成。
- 2006年（平成18年） - 名古屋投資育成第2号投資事業有限責任組合を組成。

## 関連会社
- 株式会社投資育成総合研究所[1]